# Théorème de Friedlander-Iwaniec

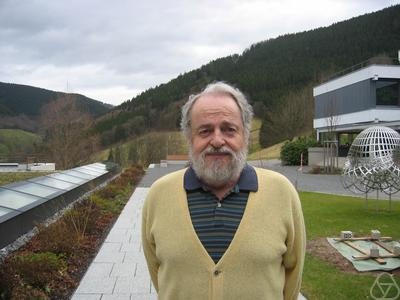
John Friedlander

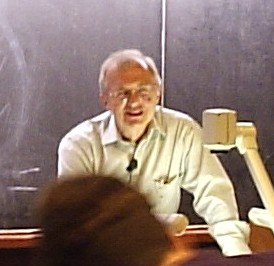
Henryk Iwaniec

En théorie des nombres, le théorème de Friedlander–Iwaniec affirme qu'il existe une infinité de  nombres premiers de la forme {\displaystyle a^{2}+b^{4}}.
Voici ces nombres, en dessous de 1000 : 2, 5, 17, 37, 41, 97, 101, 137, 181, 197, 241, 257, 277, 281, 337, 401, 457, 577, 617, 641, 661, 677, 757, 769, 821, 857, 881, 977 (suite A028916 de l'OEIS).
La difficulté du résultat réside dans le caractère clairsemé de cette suite : le nombre d'entiers premiers de la forme {\displaystyle a^{2}+b^{4}} plus petits que {\displaystyle n} est de l'ordre de {\displaystyle n^{3/4}}.

## Historique
Ce théorème a été prouvé en 1997 par John Friedlander et Henryk Iwaniec. Iwaniec a reçu en 2001 le prix Ostrowski en partie pour sa contribution à ce travail.

## Cas particuliers
Quand b = 1, les nombres premiers de Friedlander–Iwaniec sont de la forme {\displaystyle a^{2}+1}, et forment la suite :
2, 5, 17, 37, 101, 197, 257, 401, 577, 677, 1297, 1601, 2917, 3137, 4357, 5477, 7057, 8101, 8837, 12101, 13457, 14401, 15377, …, suite A002496 de l'OEIS.
On conjecture que cette suite est infinie (c'est l'un des problèmes de Landau), ce qui ne résulte pas du théorème de Friedlander–Iwaniec.

## Nombres de Friedlander–Iwaniec anecdotiques
{\displaystyle 2017=44^{2}+3^{4}} est un nombre premier de Friedlander-Iwaniec, ce qui n'était pas arrivé depuis {\displaystyle 1777=39^{2}+4^{4}}, année de naissance de Gauss. L'antéprécédent est {\displaystyle 1657=19^{2}+6^{4}}, année où Bernard Frénicle de Bessy publia la découverte du nombre taxicab {\displaystyle {\text{Ta}}(2)=1729}. Le précédent est alors {\displaystyle 1601=40^{2}+1^{4}}, année de naissance de Fermat. Le prochain après 2017 est  {\displaystyle 2069=38^{2}+5^{4}}, année érotique selon Serge Gainsbourg et Jane Birkin.